# نداء الملاك
نداء الملاك (بالفرنسية: L'Appel de l'ange)‏ هي رواية للكاتب الفرنسي غيوم ميسو نُشرت سنة 2011.
عند إصدارها، تصدّرت الرواية قائمة المبيعات، حيث بيعت 50000 نسخة في أقل من أسبوع واحد.

## القصة
في مطار كينيدي في الكافيتيريا المزدحمة، اصطدم رجلٌ وامرأة وحدث شجارٌ تافه بينهما، ثم راح كلٌّ منهما في سبيله. لم يكن «مادلين» و«جوناثان» قد التقيا من قبل وما كان لهما أن يتقابلا بعد ذلك، ولكن حينما التقطا ما سقط منهما من المتعلّقات، تبادلا من دون قصد هاتفيهما المحمولين، حينما أدركا خطأهما، كانا قد ابتعدا عن بعضهما لمسافة عشرة آلاف كيلومتر: «مادلين» بائعة زهور في باريس، و«جوناثان» صاحب مطعم في سان فرانسيسكو. بدافع من الفضول، سبر كلٌّ منهما محتوى هاتف الآخر ونبش في أعماق حياته الشخصية: الصور، المحادثات، الملفات، المفكرة... إلى أن اكتشفا فيها أسراراً كان كلاهما يعتقدان أنها قد دُفنت إلى الأبد.

## روابط خارجية
- «نداء الملاك» على موقع goodreads.com